# 罗布藏扪浪
罗布藏扪浪（藏語：བློ་བཟང་སྨོན་ལམ，威利转写：blo bzang smon lam，1728年？—1798年），男，藏族，四川金川扎卡人。第一世（追认）德珠活佛。

## 生平
罗布藏扪浪幼年进入寺院为僧人，后来到哲蚌寺学经，考取了格西学位，担任第62任甘丹赤巴。
嘉庆三年（1798年），罗布藏扪浪圆寂，享年70岁。